# Duinteunisbloem
De duinteunisbloem (Oenothera oakesiana, synoniem: Oenothera ammophilla) is een tweejarige plant uit de teunisbloemfamilie (Onagraceae). De soort staat op de Nederlandse Rode Lijst van planten als zeldzaam en stabiel of toegenomen. De soort komt van nature voor in Noord-Amerika en is vandaar verspreidt naar West-Europa. Het aantal chromosomen 2n = 12.
De duinteunisbloem lijkt veel op de zandteunisbloem, maar verschilt daarvan doordat:
- bij de duinteunisbloem de top van de bloeiwijze in het begin van de bloei zijwaarts gebogen, vaak horizontaal staand of zelfs naar beneden gekromd is en bij de zandteunisbloem de bloeiwijze ook in het begin van de bloei rechtopstaand is.
- bij de duinteunisbloem de rozetbladeren in het midden het breedst, vlak, de zijnerven van onderen nauwelijks uitspringend en aangedrukt behaard zijn en bij de zandteunisbloem de rozetbladeren boven het midden het breedst zijn, tussen de nerven opgebold en afstaand behaard zijn.
- bij de duinteunisbloem staan de haren op de stengel deels op rode knobbels en bij de zandteunisbloem deels op groene knobbels.
- bij de duinteunisbloem heeft de stengel rode strepen of vlekken en bij de zandteunisbloem geen.

De plant wordt 30 - 150 cm hoog en heeft een penwortel. De behaarde stengel heeft rode strepen of vlekken. Een deel van de stengelharen staan op rode knobbels. De vlakke, aangedrukt behaarde, 3,5 - 20 cm lange en 0,5 - 2,7 cm brede, omgekeerd lancetvormige wortelrozetbladeren hebben in het midden de grootste breedte en zijnerven die van onderen nauwelijks uitspringen.
De plant bloeit van juni tot in september met gele bloemen, die in een zijdelingse tros staan. De top van de bloeiwijze is in het begin van de bloei zijwaarts gebogen, horizontaal staand of naar beneden gekromd. De vier kroonbladen zijn 8 - 16 mm lang. De 9 - 17 mm grote kelk van de volgroeide bloemknoppen is korter dan de kelkbuis. De stijl is korter dan de acht meeldraden.
De vrucht is een vierkleppige, 15 - 40 mm lange doosvrucht met talrijke zaden. De 2 mm lange, donkerbruine tot bijna zwarte zaden hebben geen haarkroontje.
De duinteunisbloem komt vooral voor in de zeeduinen op open, droge, kalkhoudende zandgrond en in grasland.

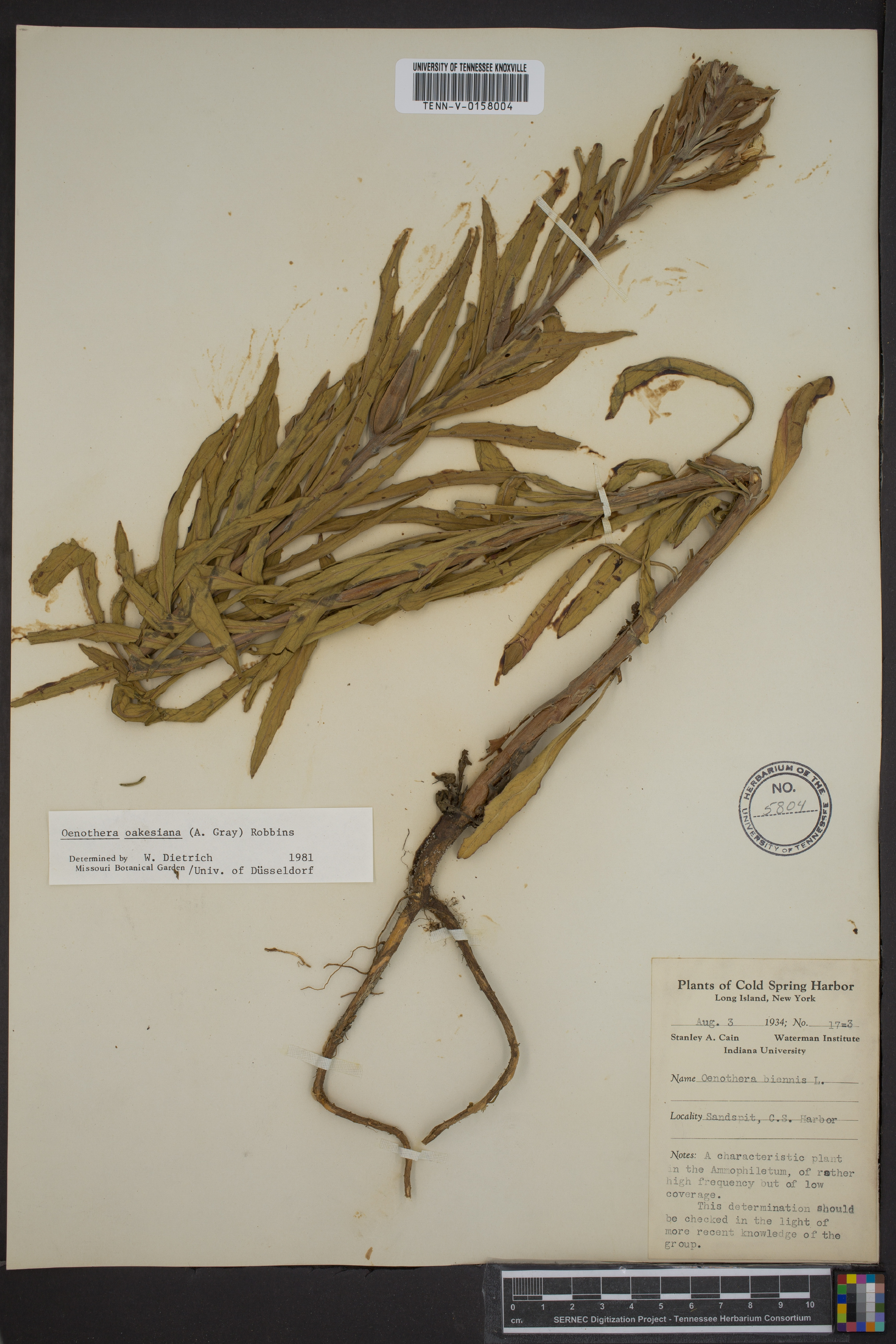
Herbarium
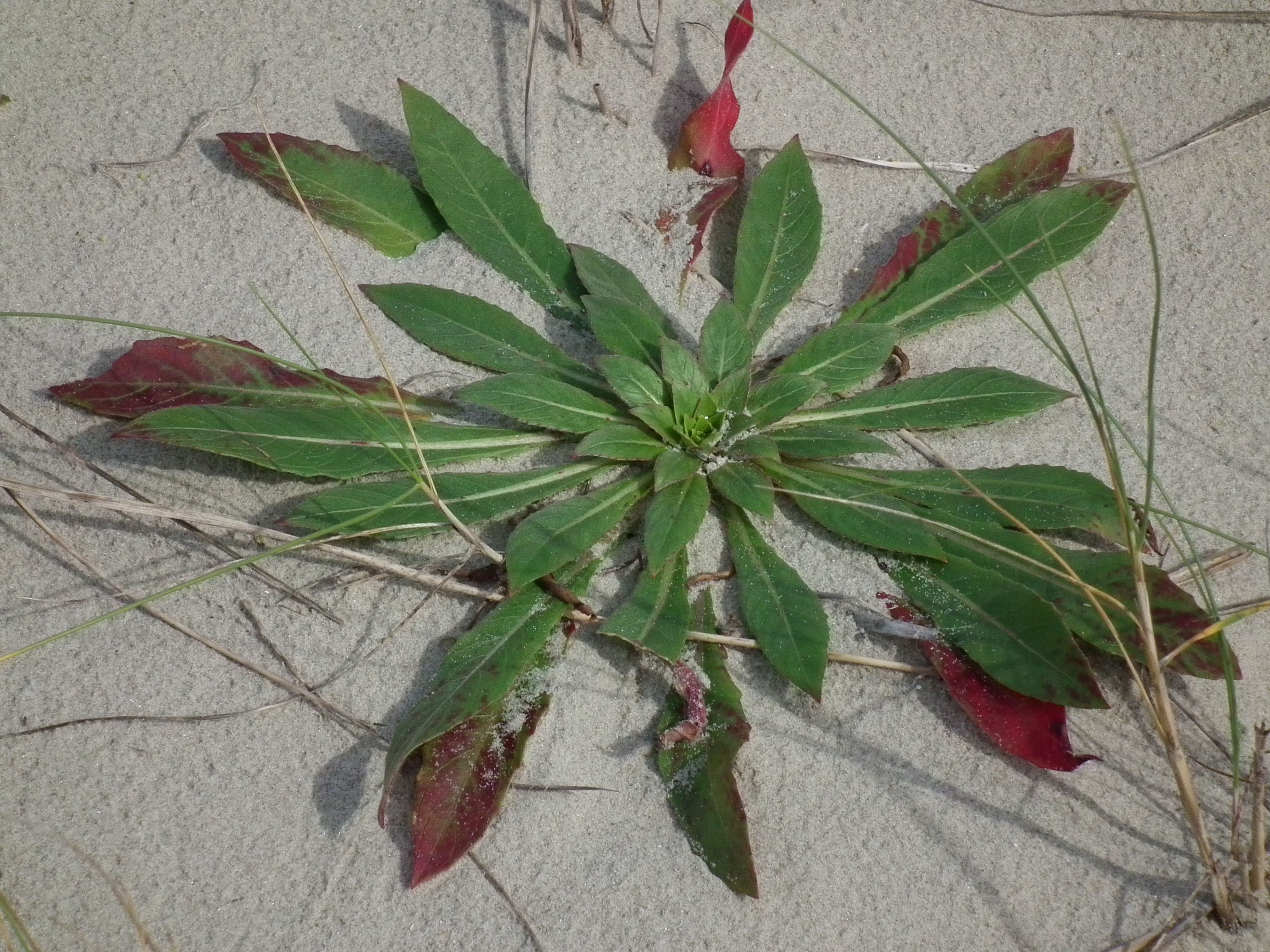
Wortelrozet
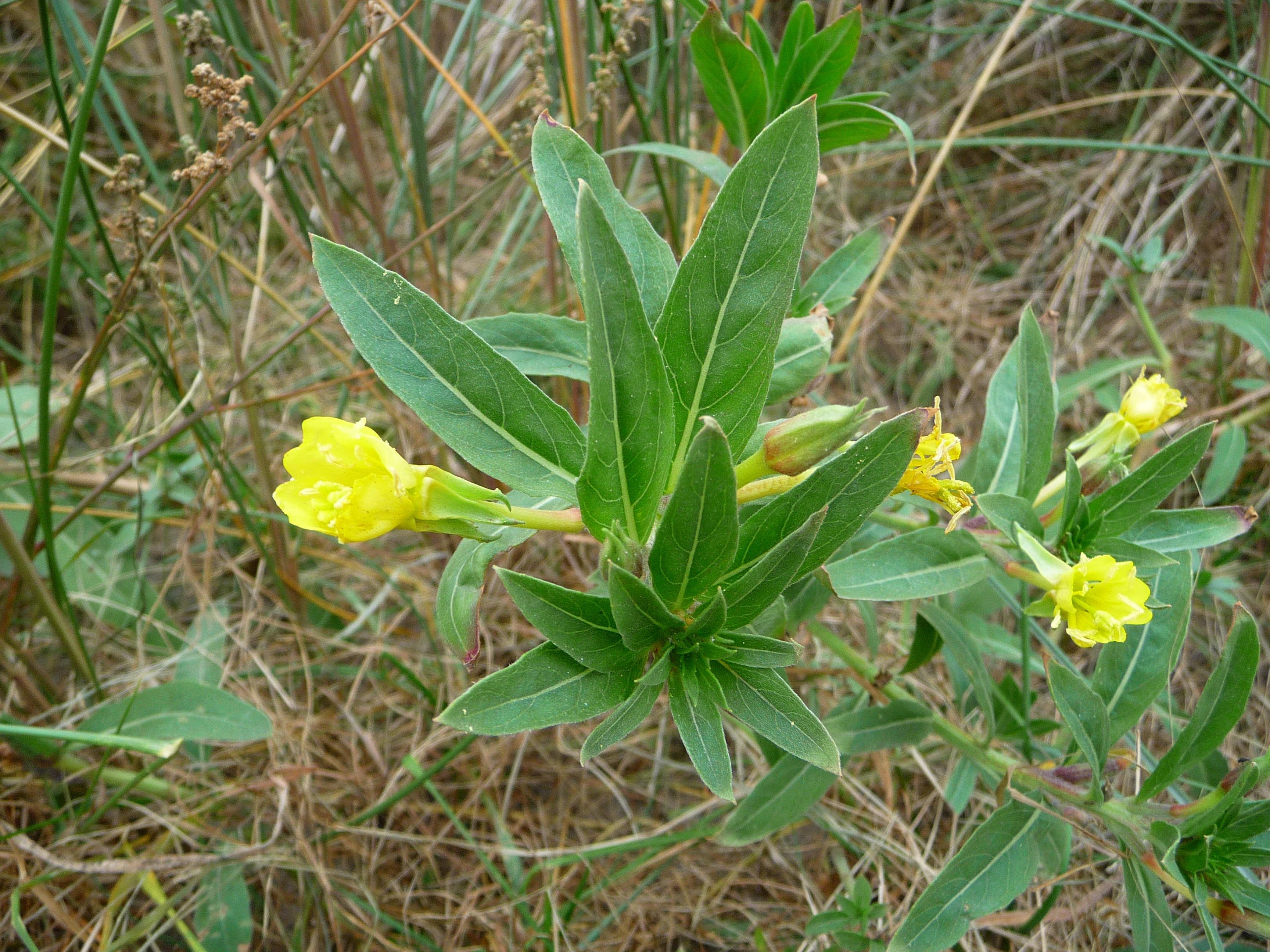
Plant
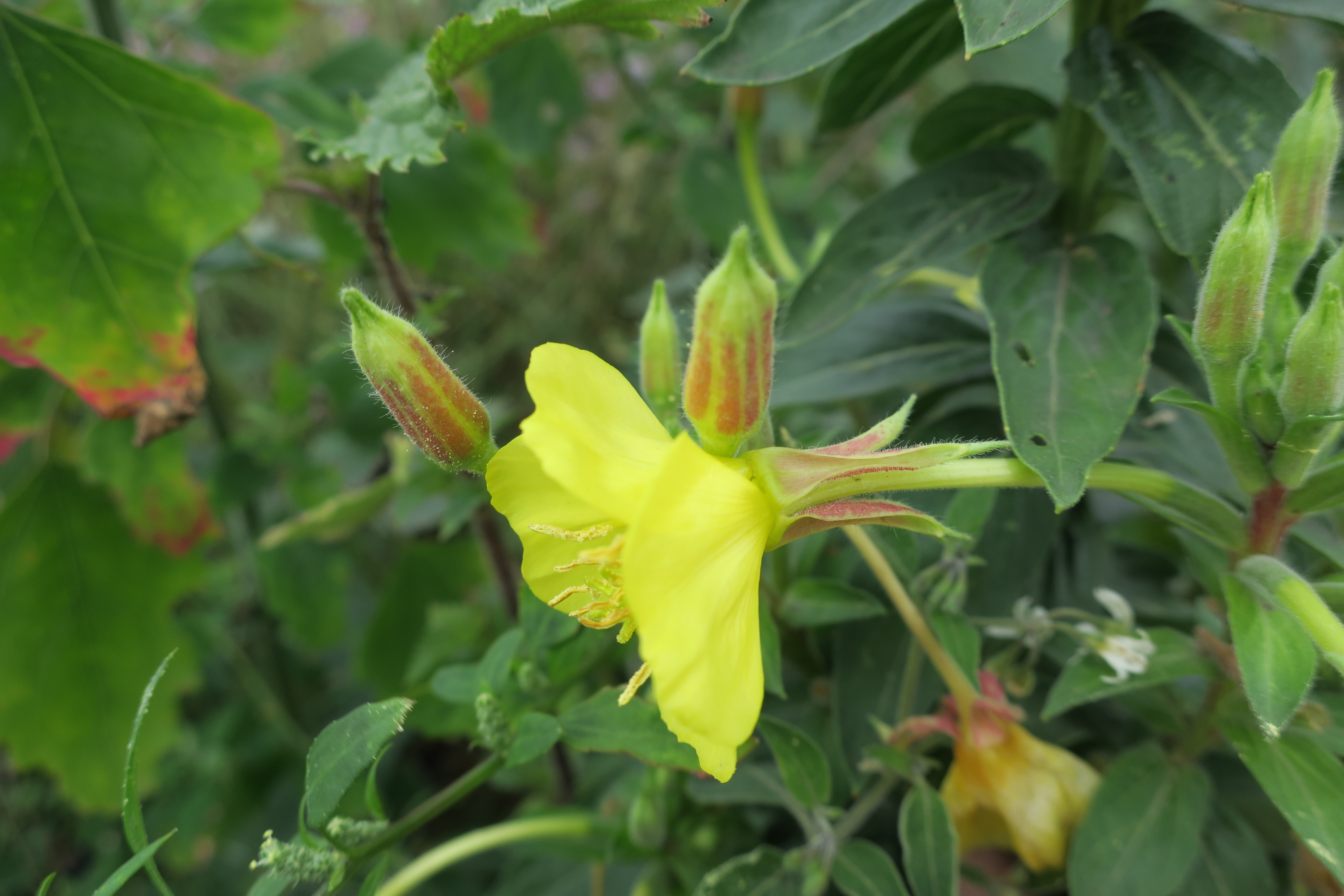
Bloem

## Namen in andere talen
- Duits: Oakes' Nachtkerze
- Engels:Oakes' evening primrose
- Frans: Onagre d'Oakes